# Балка Вознесенівка

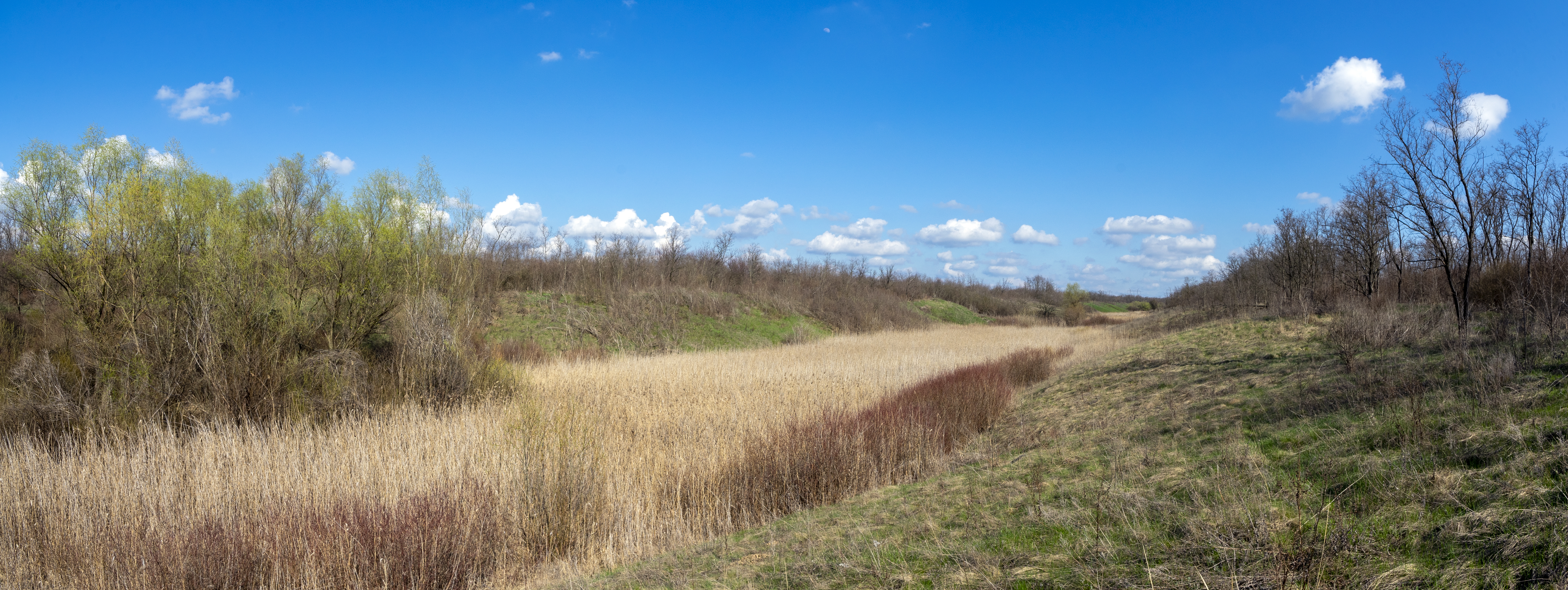

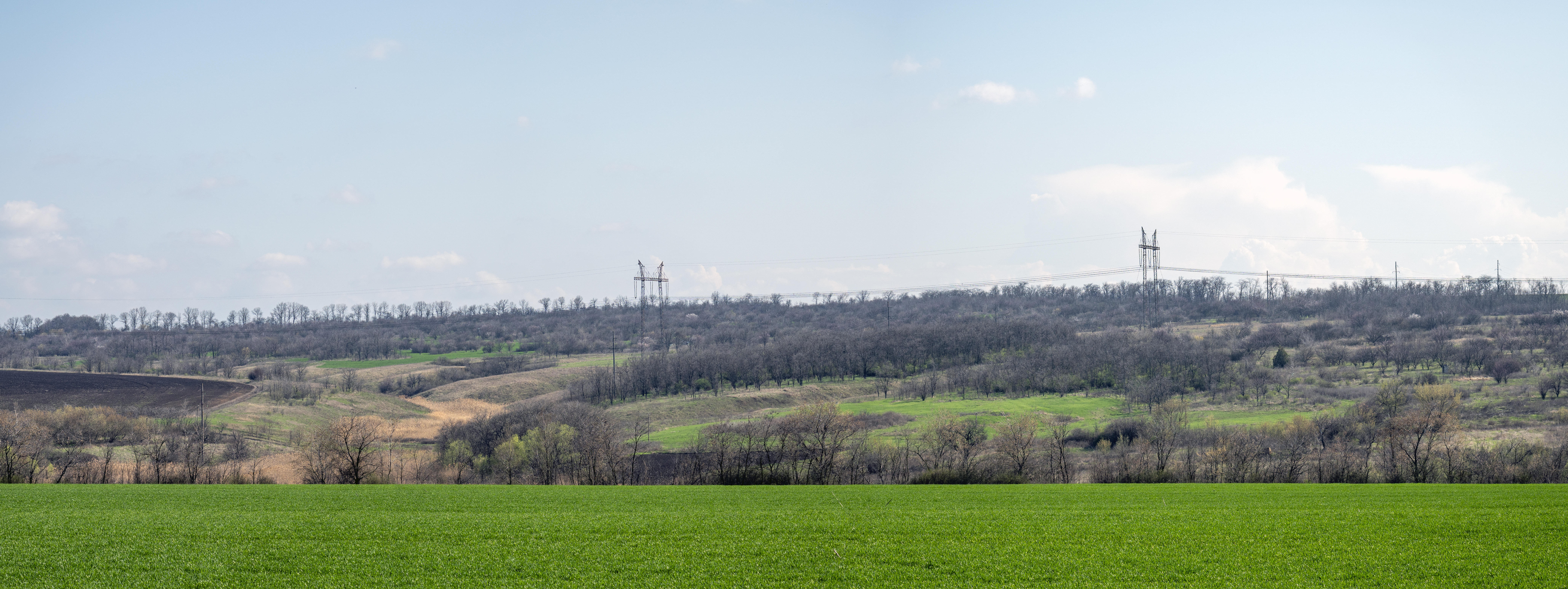

Балка Вознесенівка — ботанічний заказник місцевого значення. Об'єкт розташований на території Вільнянського району Запорізької області, біля села Осокорівка, південний схил балки.
Площа — 30 га, статус отриманий у 1980 році.